# Het jaar van de Kreeft (film)
Het jaar van de Kreeft is een Nederlandse film uit 1975 van regisseur Herbert Curiel met in de hoofdrollen Willeke van Ammelrooy en Rutger Hauer.
Het scenario voor de film is gebaseerd op de gelijknamige roman uit 1972 van Hugo Claus. De film trok 263.304 bezoekers in de bioscoop.

## Verhaal
Toni is een wispelturige kapster/visagiste van rond de dertig. Maar dan leert ze, via de presentator Daan, de rijke zakenman Pierre kennen. Pierre is de financieel adviseur van Daan en een goede vriend van hem. Ondanks het feit dat Toni min of meer verbonden is met Karel, de vader van haar dochter Muisje, begint ze een relatie met Pierre. Ze zegt tegen haar minnaar dat ze alleen bij Karel is gebleven omdat hij haar ontmaagd heeft en ze samen een kind hebben. Ze wil Karel niet loslaten ook al houdt ze nu van Pierre. Volgens haar hangt dat samen met haar sterrenbeeld, Kreeft. Kreeften hebben volgens Toni een sterke hang naar het verleden. Maar er is meer aan de hand. Toni grijpt steeds vaker naar de fles en Pierre moet zijn uiterste best doen om haar te begrijpen. Hun karakters lijken te botsen en hun ontmoetingen blijven onbevredigd, met als gevolg dat Toni humeurig en dwars wordt. Toni wil haar onafhankelijkheid niet opgeven en de eigenzinnige Pierre kan niet tot haar doordringen. Voortdurend is er sprake van aantrekken en afstoten tussen het koppel. Terwijl Pierre graag wil bouwen aan een gezamenlijke toekomst, ontglipt Toni hem. Uiteindelijk brengt het noodlot hen weer samen.

## Rolverdeling
| Acteur                     | Personage           |
| -------------------------- | ------------------- |
| Willeke van Ammelrooy      | Toni                |
| Rutger Hauer               | Pierre              |
| Piet Römer                 | Daan                |
| Bart Hammink               | Karel               |
| Sascha Hoffs               | Muisje              |
| Riet Henius                | Tineke              |
| Jan Winter                 | Joris               |
| Jantine de Jonge           | Nadja               |
| Bert Jongerden             | Ronnie              |
| Jennifer Willems           | Pietje              |
| Fien Berghegge             | Moeder              |
| Marijke Kleyn              | Secretaresse        |
| Anna Maya Maas             | Finse secretaresse  |
| Son McCauley               | Zanger              |
| Fred Thomas                | Gitarist            |
| Anne Lordon                | Mme Maeterlinck     |
| F. van Bouwdijk Bastiaanse | De heer Maeterlinck |

## Achtergrond
De Vlaamse schrijver Hugo Claus verhuisde in maart 1970 naar Amsterdam. Hier ontmoette hij actrice Kitty Courbois met wie hij tot 1971 een stormachtige verhouding had. Courbois verliet de schrijver en na de breuk verwerkte Claus zijn ervaringen in de roman Het jaar van de kreeft. Anders dan in de film sterft Toni in het boek aan kanker ('cancer' en 'krebs', respectievelijk het Engelse en Duitse woord voor kreeft, betekent in die talen ook kanker). In de film ligt de nadruk op de eigenschappen van het sterrenbeeld van Toni, Kreeft.

## Productie
De film werd op 59 locaties (onder andere in Amsterdam, Maastricht en de Ardennen) in dertig draaidagen opgenomen.

## Acteurs
Aanvankelijk was het de bedoeling dat Rijk de Gooyer de rol van Pierre zou spelen. Hij had daarvoor in ieder geval de juiste leeftijd. Maar De Gooyer weigerde de hoofdrol. Hij was een liefhebber van de meeste boeken van Claus, maar vond Het jaar van de Kreeft op het niveau van een keukenmeidenroman, daarbij zag hij ook weinig in de samenwerking met de hem onbekende regisseur Herbert Curiel. Rutger Hauer nam de rol over, al was hij eigenlijk te jong.